# Мирианашвили, Александр Гурамович
Александр Гурамович Мирианашвили (род. 28 ноября 1959 года, Тбилиси, ГрССР, СССР) — советский, грузинский и российский архитектор, академик Российской академии художеств (2009). Заслуженный архитектор Российской Федерации (2022).

## Биография
Родился 28 ноября 1959 года в городе Тбилиси, живёт и работает в Москве.
В 1982 году — окончил факультет архитектуры Тбилисской государственной академии художеств, руководитель дипломной работы — А. Джапаридзе.
С 1981 по 1986 годы — старший техник в Грузинском филиале Всесоюзного научно-исследовательского института технической эстетики, с 1982 года — художник-конструктор в секторе проблем дизайна городской среды (в группе авторов разрабатывал проект экспериментальной низко-плотной жилой застройки в городе Тбилиси «Дигоми-6»).
С 1986 по 1994 годы — архитектор в «Тбилгорпроект».
С 1994 года — архитектор Российской академии художеств.
В 2009 году — избран академиком Российской академии художеств от Отделения архитектуры.
С 2017 года — главный архитектор Московского музея современного искусства.
С 2013 года — член экспертной группе Российской академии художеств, работающей над реализацией проекта художественного убранства Храма Святого Саввы в Белграде.
С 1984 года — член Союза дизайнеров СССР, России, с 1985 года — член Союза архитекторов Грузии, с 2013 года — член Московского союза художников, с 2017 года — член Московского союза архитекторов.

## Творческая деятельность
Основные проекты: в составе авторских групп принимал участие в проектировании и строительстве музея Великой Отечественной войны на Поклонной горе, Храме Христа Спасителя и прилегающего к нему Патриаршего моста и другие.
Работал над архитектурными решениями таких монументов президента Российской академии художеств З. К. Церетели, как известные московские памятники: «В ознаменование 300-летия российского флота», Шарлю де Голю, жертвам теракта Беслана, и памятники, установленные за рубежом: Святому Николаю Чудотворцу в Бари, «Слеза скорби» в США, премьер-министру Японии Итиро Хатояме в Токио, Оноре де Бальзаку во Франции, «Рождение нового света» в Пуэрто-Рико и многих других.

## Награды
- Заслуженный архитектор Российской Федерации (17 ноября 2022 года) — за заслуги в области архитектуры и многолетнюю плодотворную работу[1]
- Благодарность Президента Российской Федерации (22 декабря 2020 года) — за заслуги в развитии отечественной культуры и искусства, многолетнюю плодотворную деятельность[2]
- Почётная грамота Департамента культуры города Москвы (2015) — за вклад в развитие культуры г. Москвы.